# Хасаев, Дукваха
Дукваха Хасаев (род. 3 марта 1995 года, Урус-Мартан, Россия) — российский боец смешанных единоборств, представитель полусредней весовой категории. Выступает на профессиональном уровне с 2017 года. Чемпион России по ушу-саньда.

## Биография
Родился 3 марта 1995 года в городе Урус-Мартан. По национальности чеченец, выходец из тайпа пешхой. Живет и тренируется в городе Мытищи Московской области. Является чемпионом России по ушу-саньда, также является мастером спорта России по рукопашному бою и КМС по ушу-саньда. 20 мая 2017 года дебютировал в смешанных единоборствах на профессиональном уровне. Представляет клуб смешанных единоборств "Golden Team".

## Спортивные достижения
- Чемпионат России по ушу-саньда — ;
- Мастер спорта по рукопашному бою;
- КМС по ушу-саньда.

## Статистика ММА
| Боёв 5          | Побед 5 | Поражений 0 |
| --------------- | ------- | ----------- |
| Нокаутом        | 2       | 0           |
| Сдачей          | 3       | 0           |
| Решением        | 0       | 0           |
| Ничьи           | 0       | 0           |
| Не состоявшихся | 0       | 0           |

| Результат | Рекорд | Соперник           | Способ                     | Турнир                                                                | Дата            | Раунд | Время | Место                      | Примечание        |
| --------- | ------ | ------------------ | -------------------------- | --------------------------------------------------------------------- | --------------- | ----- | ----- | -------------------------- | ----------------- |
| Победа    | 5-0    | Виктор Шамрай      | Сабмишном (удушение сзади) | FIGHT NIGHTS GLOBAL / Golden Team Championship Fight Nights Global 91 | 27 декабря 2018 | 1     | 1:39  | Москва, Россия             |                   |
| Победа    | 4-0    | Никита Чуйков      | Техническим нокаутом       | World Fighters Club AWFC: Akhmat World Fighters Championship 8        | 22 августа 2018 | 1     | N/A   | Урус-Мартан, Чечня, Россия |                   |
| Победа    | 3-0    | Антон Прибрежный   | Сабмишном (удушение сзади) | GTC 04 Golden Team Championship 4                                     | 26 мая 2018     | 1     | 1:53  | Мытищи, Россия             |                   |
| Победа    | 2-0    | Алексей Чернявский | Нокаутом (удар)            | GTC 02 Golden Team Championship 2                                     | 30 декабря 2017 | 1     | 0:35  | Люберцы, Россия            |                   |
| Победа    | 1-0    | Магомед Джабаров   | Сабмишном (удушение сзади) | Golden Team Mytishchi Arena Cup                                       | 20 мая 2017     | 1     | 3:19  | Мытищи, Россия             | Дебют в проф. ММА |